# Shada Hassoun
Shada Hassoun (en arabe : شذى حسون) née le 3 mars 1980 à Casablanca, au Maroc est une chanteuse maroco-irakienne . Elle est devenue célèbre après sa victoire à la quatrième saison de la version arabe de Star Academy, dans lequel elle représentait l'Irak. Sa victoire, comme étant la première fille remportant cette compétition, et comme ayant unifié une population irakienne morcelée par les affrontements ethniques et confessionnels, a été relatée dans les médias du monde entier. Sa double appartenance culturelle orientale et maghrébine en font une des artistes les plus en vue dans la chanson arabe.

## Biographie
Shada Hassoun est née à Casablanca d'un père irakien sunnite originaire d'Al-Hilla, à 100 km au sud de Bagdad, et d'une mère marocaine originaire de Safi, dans la région de Doukkala-Abda. Shada se passionne pour la chanson depuis son jeune âge, chantant les classiques d'Oum Kalthoum et d'Abdelhalim Hafez à son entourage. Elle étudie la littérature anglaise à Casablanca puis part étudier à l'Institut supérieur international du tourisme de Tanger et a continué ses études en France pour son master, avant de travailler comme manager à l'hôtel Sofitel d'Agadir. Sa famille continue à vivre au Maroc tandis qu'elle est basée actuellement à Beyrouth, au Liban.

## Carrière musicale
Shada a sa première expérience dans une compétition musicale à l'âge de 17 ans dans l'émission musicale marocaine Noujoum wa Noujoum, diffusée sur 2M, dans lequel elle représentait la ville de Tanger et dans lequel elle arriva à la seconde place. Elle continue ses études et se ré-essaye à ce genre de compétition en 2004 au niveau pan-arabe dans la saison 2 de SuperStar (version arabe de La Nouvelle Star) au Liban. Malheureusement, malgré le fait qu'elle ait réussie le casting, elle ne reçut pas assez de votes pour atteindre la phase finale. 
En 2006, Shada auditionne pour la quatrième saison de la version arabe de Star Academy, basée au Liban. Elle représente alors l'Irak (étant donné que ce fut la seule nationalité qu'elle avait, n'ayant reçu la nationalité marocaine que plus tard) et se distingue dès le début par sa voix puissante et par sa capacité de chanter dans plusieurs langues (arabe, français, italien, anglais, espagnol). Elle chante avec des grands artistes arabes comme Assala Nasri, Cheb Khaled, Myriam Fares ainsi qu'internationaux comme Natasha St-Pier, Nadiya ou Anggun. Son interprétation de la chanson Baghdad de la grande chanteuse Fairouz lui vaut de nombreux éloges. Elle remporte alors la compétition avec 40,63 % des votes contre Marwa Bensghaier (Tunisie), Carlo Nakhleh (Liban) et Mohammed Qammah (Égypte) ainsi qu'une voiture de luxe. Sa victoire, comme la première fille remportant cette compétition et comme étant un événement célébré par les sunnites, chiites et kurdes d'une Irak morcelée par des conflits communautaires, est relatée dans la presse internationale, et Shada devient une jeune star sur la scène arabe.
Elle reçoit comme cadeau du poète irakien Karim El Iraqi (qui a écrit plusieurs chansons pour Kadhem Saher) la chanson Smallah Smallah qui fut un hit à la fois au Maghreb et au Proche-Orient. Elle enregistre alors son premier single, une ballade en dialecte libanais Rouh" (Pars), écrite et composée par Nicolas Saadeh Nakhleh, qui devient la première chanson à avoir débuté en première position dans le Top 20 de Rotana, y restant pendant deux semaines consécutives. N’enregistrant pas d'albums, Shada préfère se concentrer sur des singles de qualité, en travaillant avec des grands compositeurs et paroliers, augmentant son poids sur la scène arabe. Elle enregistre la chanson Oushaq, écrite et composée par le grand Marwan Khoury, puis Law Alf Mara écrite et composée par l'artiste Melhem Barakat. En 2009, elle enregistre son premier single en dialecte irakien, Mzaalni, écrite par Ammar El Marsoun et composée par Mohanad Mohsen, puis s'essaye à la chanson khaleeji avec le hit Waad El Argoub, écrite et composée par les saoudiens Abdullah Aburass et Nasser El Saleh, qui fut un hit. Elle sort également deux singles en 2010, se réessayant à la chanson khaleeji avec Essa'a, puis revenant à la chanson libanaise avec Shoufi Baynak wa Bayna, composée par le virtuose Jean-Marie Riachi. En 2010, Shada fit une surprise à ses fans marocains lors du Concert pour la tolérance à Agadir (dans lequel elle fut la seule artiste arabe, parmi un panel d'artistes internationaux), diffusé sur M6 et W9. Elle interpréta la chanson Ard El Habayeb (La terre des aimés), une chanson patriotique en dialecte marocain qu'elle a écrit elle-même sur une composition de Marwan Khoury et dans laquelle elle exprime son amour pour le Maroc, son peuple et le roi Mohammed VI.
Fin 2011, Shada sort son premier album, distribué par la maison de disque Rotana. L'album, intitulé Wagh Tani (Un autre visage), est un album comportant uniquement des chansons khaleejis et irakiennes, et dans lequel Shada collabore avec les plus grands compositeurs et paroliers de la péninsule arabe. Le premier single de l'album est la chanson irakienne Sha'alha (Il a enflammé), écrite par le poète irakien Karim El Iraqi et composé par le chanteur et compositeur émirati Fayez El Saeed. Puis elle tourna le clip Ahebak Wenta Zaalan (Je t'aime quand tu es en colère), qui est également une chanson en dialecte irakien, puis elle tournera le clip de sa chanson khaleeji Alaaedin" (Aladin). À noter que dans son album, elle a une chanson, Mo Gader (Je ne peux pas), composée par deux des plus grands chanteurs du Golfe, la diva émiratie Ahlam et le grand chanteur koweïtien Abdallah Rowaished. L'album eut un gros succès dans le monde arabe, et la chanteuse a plusieurs tournées prévues dans le monde arabe et en Amérique du Nord.

## Discographie
Wagh Thany (2011) - Rotana Music Record
| #  | Titre                       | Auteur                       | Compositeur        | Arrangement      | Dialecte |
| -- | --------------------------- | ---------------------------- | ------------------ | ---------------- | -------- |
| 1  | Mo Gader                    | Fayez El Saeed               | Ahlam              | Medhat Khamis    | Khaleeji |
| 2  | "Ahebak Wenta Zaalan"       | Kadhem El Saeedi             | Hatem El Iraqi     | Mohanad Kheder   | Irakien  |
| 3  | "Alaaedine"                 | Abdullah Aburass             | Nasser El Saleh    | Hazem Raafat     | Khaleeji |
| 4  | "Ya A'ama"                  | Hamed El Gharbawi            | Hossam Kamal       | Hossam Kamal     | Irakien  |
| 5  | "Khallouh"                  | Asir El Reyad                | Khaled Geneid      | Hazem Raafat     | Khaleeji |
| 6  | "Taala Okhtobni"            | Fahd El Tawm                 | Bandar Saad        | Hisham El Sakran | Khaleeji |
| 7  | "Ma Abeek"                  | Asir El Reyad                | Essam Kamal        | Hossam Kamal     | Khaleeji |
| 8  | "Tessadag Wala Ma Tessadag" | Sultan Magly                 | Abdullah Rowaished | Mohammed Saleh   | Khaleeji |
| 9  | "Khaleek Hena"              | Sheikh Rashed El Sharki      | Ali Kanu           | Hossam Kamal     | Khaleeji |
| 10 | "Wagh Thany"                | Hamed El Gharbawi            | Hossam Kamal       | Hossam Kamal     | Irakien  |
| 11 | "Shaalha"                   | Karim El Iraqi               | Fayez El Saeed     | Hossam Kamal     | Irakien  |
| 11 | "El Kalam El Gareh"         | Prince Badr Ben Abdelmohssen | Abdel Rab Idriss   | Michel Fadel     | Khaleeji |

## Singles
| Titre                  | Année | Album      | Dialecte       | Paroles                | Compositeur            | Réalisateur     |
| ---------------------- | ----- | ---------- | -------------- | ---------------------- | ---------------------- | --------------- |
| Smallah Smallah        | 2007  | /          | Arabe irakien  | Karim El Iraqi         | Karim El Iraqi         | Montage vidéo   |
| Rouh                   | 2007  | /          | Arabe libanais | Nicolas Saadeh Nakhleh | Nicolas Saadeh Nakhleh | Toni Kahwaji    |
| Oushaq                 | 2008  | /          | Arabe libanais | Marwan Khoury          | Marwan Khoury          | Toni Kahwaji    |
| Mza'elni               | 2009  | /          | Arabe irakien  | Ammar El Marsoun       | Mohanad Mohssen        | Toni Kahwaji    |
| Law Alf Marra          | 2009  | /          | Arabe libanais | Nizar Francis          | Melhem Barakat         | Toni Kahwaji    |
| Waad Argoub            | 2010  | /          | Arabe du Golfe | Abdullah Aburass       | Nasser El Saleh        | Yehia Saadeh    |
| Shoufi Baynak wa Bayna | 2010  | /          | Arabe libanais | Mounir Bou Assaf       | Jean-Marie Riachi      | Joe Bou Eid     |
| Alsaa'a                | 2010  | /          | Arabe du Golfe | Sultan Majli           | Fayez El Saeed         | Joe Bou Eid     |
| Ard El Habayeb         | 2010  | /          | Arabe marocain | Shada Hassoun          | Marwan Khoury          | non filmé       |
| Shaalha                | 2011  | Wagh Thani | Arabe irakien  | Karim El Iraqi         | Fayez El Saeed         | Bassam El Barsi |
| Ahebak Wenta Zaalan    | 2012  | Wagh Thani | Arabe irakien  | Kadhem Essaidi         | Hatem El Iraqi         | Bassam El Barsi |
| Alaeddine              | 2012  | Wagh Thani | Arabe du Golfe | Abdullah Aburass       | Nasser El Saleh        | Angie Jamal     |

Pour écouter les chansons, visitez (http://www.shathawi-lovers.com/vb)